# Saint-Gonlay

Saint-Gonlay este o comună în departamentul Ille-et-Vilaine, Franța. În 1 ianuarie 2022 avea o populație de 381 de locuitori.